# Vartsala
Vartsala är en tätort (finska: taajama) i Salo stad (kommun) i landskapet Egentliga Finland i Finland. Vid tätortsavgränsningen den 31 december 2021 hade Vartsala 286 invånare och omfattade en landareal av 1,60 kvadratkilometer.